# Шутце

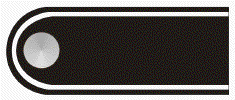
Погон СС-шутце

Петлиці СС-шутце

Шутце (нім. SS-Schütze, «стрілець») — військове звання у Ваффен-СС 1939–1945 років. Відповідало званню манн в Загальних СС.
Звання шутце існувало в Збройних силах Німеччини з часів Першої світової війни. До 1918 року військове звання шутце присвоювалося солдатам-кулеметникам та деяким елітним частинам (108-й Саксонський Шутце-полк). Ранг перекладається як «стрілець», і був найнижчим званням в піхоти Рейхсверу. Еквівалентом шутце в інших родах військ були канонір, піонер тощо.